# Otto Janse
Otto Theodor Janse, född den 10 september 1867 i Ringarum, Östergötland, död den 3 mars 1957 i Danderyd, var en svensk arkeolog och antikvarie.

## Biografi
Janse tog studentexamen i Norrköping 1888 och fil.kand.-examen vid Uppsala universitet 1893. Han var därefter inskriven vid Lunds universitet och var amanuens vid Kulturhistoriska museet i Lund 1893–1895.
Janse anställdes 1897 vid Historiska museet som extra ordinarie amanuens. År 1910 fick han tjänst som föreståndare för medeltids- och nyare tids-avdelningen och även ansvaret för vården av landets kyrkliga minnesmärken. Han var sedan tillförordnad riksantikvarie under åren 1918–1923.
Janses vetenskapliga insatser var vidsträckta och gällde särskilt medeltidens problem. Han utförde också betydelsefull forskning, bland annat genom utgrävningar, rörande Sigtunas ställning i vår missionshistoria och om ortens kyrkoruiner. Till hans sigtunaforskning anknyter också hans arbete om de oornerade granitkyrkornas åldersbestämning.
Efter 1923 övertog Janse ett pågående forskningsarbete kring Visby ringmur, som han slutförde med stor noggrannhet. Han utnämndes till hedersdoktor vid Lunds universitet 1918. Otto Janse är begravd på Norra begravningsplatsen utanför Stockholm.